# 4678 Ninian
A 4678 Ninian (ideiglenes jelöléssel 1990 SS4) a Naprendszer kisbolygóövében található aszteroida. Robert H. McNaught fedezte fel 1990. szeptember 24-én.